# غيلبرت موريس
غيلبرت موريس (بالإنجليزية: Gilbert Morris)‏ (24 مايو 1929، فورست سيتي في الولايات المتحدة - 18 فبراير 2016)؛ روائي أمريكي.